# Фомічов Олександр Юрійович
Олександр Юрійович Фомічов (рос. Александр Юрьевич Фомичёв; 19 лютого 1979, м. Москва, СРСР) — колишній російський хокеїст, воротар.  
Вихованець хокейної школи «Динамо» (Москва). Виступав за «Калгарі Гітмен» (ЗХЛ), «Сієтл Тандербердс» (ЗХЛ), «Ешвілл Смоук» (UHL), «Таллахассі Тайгер-Шаркс» (ECHL), «Гамільтон Бульдогс» (АХЛ), «Коламбус Коттон-Маузс» (ECHL), «Сибір» (Новосибірськ), «Амур» (Хабаровськ), ЦСКА (Москва), «Авангард» (Омськ), «Зауралля» (Курган), «Торпедо» (Нижній Новгород), ХК «Саров», ТХК «Твер», «Рязань».
У складі національної збірної Росії учасник чемпіонатів світу 2004 і 2006 (2 матчі). У складі юніорської збірної Росії учасник чемпіонату Європи 1997.
Досягнення
- Бронзовий призер чемпіонату Росії (2007)